# ХК Јургорден
ХК Јургорден (швед. Djurgårdens IF Ishockeyförening) професионални је шведски клуб хокеја на леду из града Стокхолма. Клуб се тренутно такмичи у елитној хокејашкој СХЛ лиги Шведске и најуспешнији је хокејашки клуб у земљи са укупно 16 титула националног првака. Двоструки је првак Европе из 1991. и 1992. године. Клуб је део спортског друштва Јургорден.
Већину домаћих утакмица игра у дворани Ховет арена капацитета 9.000 седећих места за хокејашке утакмице, док се оне најважније утакмице играју у Глобен арени капацитета 13.850 места.

## Историјат
Спортско друштво Јургорден (швед. Djurgårdens IF) основано је 12. марта 1891. године, а име је добило по истоименом острву града Стокхолма на којем се налази средиште друштва. Хокејашка секција основана је 1922. године, свега годину дана након што су хокејашка правила и службено преведена на шведски језик. Велике заслуге у оснивању хокејашког тима припадају једном од пионира ове игре у Шведској Вилхелму Арву који је једно време и играо за овај тим. Исте године клуб је учествовао на инаугуралном првенству Шведске, и иако је имао свега 6 регистрованих играча успели су да у четврфиналу (играло се по нокаут систему са 8 екипа) савладају локалног ривала АИК са 4:2, да би у полуфиналу изгубили од Хамарбија са 1:4. Већ наредне године долазе до финала, где губе од Јоте са глатких 0:3. Прву титулу клуб је освојио 1926. када је у финалу, са убедљивих 7:1 савладана екипа ВИК Вестероса.
Током 1930-их клуб је запао у тешкоће, како у резултатском тако и у финансијском смислу, што је довело до потпуног распуштања хокејашке секције након испадања у другу лигу 1934. године. Клуб је поново почео са радом 1938. започевши такмичење у најнижој 6. дивизији. Иако је током те сезоне екипа одиграла свега три утакмице у лиги, то је било довољно за прво место и пласман у виши ранг такмичења. Екипа је и током наредних сезона наставила са солидним партијама, те је у сезони 1943/44. клуб дошао до друге дивизије. Пласман у највиши ранг уследио је у сезони 1948/49. 
Током 1950-их и почетком 1960-их Јургорден је освојио чак 9 титула националног првака и био је то уједно најуспешнији период у клупској историји. Прва титула након 24 године освојена је убедљиво 1950. године. 
Током новије историје клуб је после сезоне 2004/05. запао у велике финансијске проблеме, због чега је чак 16 играча напустило тим, а екипа је била просиљена да наредну сезону игра са играчима из јуниорског тима. Екипа је ипак успела да избори опстанак у лиги. 
Почев од сезоне 2007/08. клуб се преселио из Глоуб арене у мању дворану (Ховет арена), иако су неке важније утакмице и даље игране на „старом леду“. Ту сезону екипа је окончала на 7. месту на табели, а елиминисана је и у четврфиналу плејофа од Линћепинга са убедљивих 1:4 у серијама. Наредну сезону окончали су на 10. месту и нису успели да се палсирају у плејоф. 
У сезони 2009/10. освојено је друго место у лигашком делу, односно сребрна медаља у плејофу (пораз од ХВ71 са укупно 2:49).
Након 35 узастопних сезона у елитно лиги, Јургорден је у сезони 2011/12. испао у другу лигу, а у елитно такмичење се вратио након две сезоне (за сезону 2014/15).

## Клупски успеси
- Национални првак: 16 пута (1926, 1950, 1953/54, 1954/55, 1957/58, 1958/59, 1959/60, 1960/61, 1961/62, 1962/63, 1982/83, 1988/89, 1989/90, 199091, 1999/00, 2000/01)
- Финалиста плеј-офа: 6 пута (1978/79, 1983/84, 1984/85, 1991/92, 1997/98, 2009/10)
- Куп европских шампиона: 2 пута (1991, 1992)

## Повучени бројеви дресова
Због великих заслуга појединих играча за сам клуб, ХК Јургорден је из употребе повукао дресове са следећим бројевима:
| - #2 Роланд Столц (О) - #2 К. Берглунд (Н) | - #5 Свен Тумба (Н) - #11 Јенс Ехлинг (Н) | - #12 Ласе Бјерн (О) - #22 Х. Седергрен (Н) | - #25 М. Јохансон (Н) - #27 Т. Ериксон (О) |